# IC 4680
IC 4680 — галактика типу SBab () у сузір'ї Павич.
Цей об'єкт міститься в оригінальній редакції індексного каталогу.